# Convidat (química)

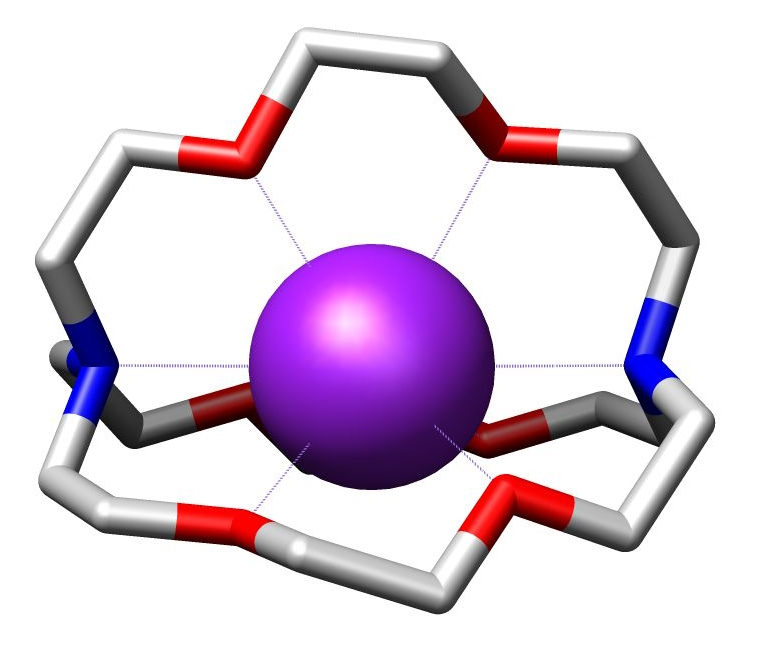
[2.2.2]Criptat de potassi. En vermell es representen els oxígens i en blau els nitrògens. A la resta de llocs de les cadenes hi ha carbonis. L'espècie convidat és el catió potassi K+ situada al centre.

Un convidat (o hoste) és un ió o molècula orgànica o inorgànica que ocupa una cavitat, escletxa o butxaca dins de l'estructura molecular d'una entitat molecular hoste i forma un complex amb ella o que queda atrapada en una cavitat dins de l'estructura cristal·lina d'un hoste.